# Cidades Mortas

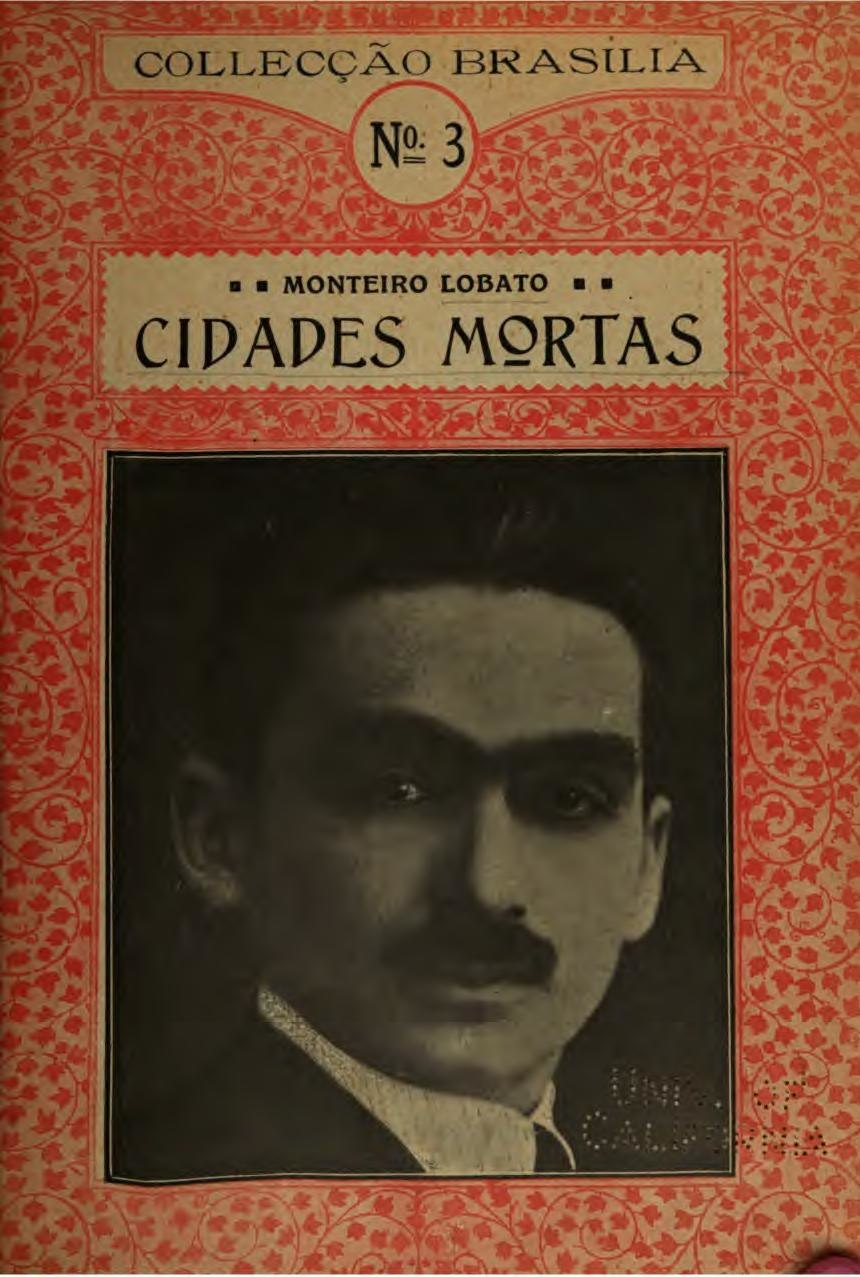
Capa de Cidades Mortas

Cidades Mortas é o segundo livro de contos escrito por Monteiro Lobato, publicado no final de 1919. Através dos contos, é retratada a decadência do Vale do Paraíba, em decorrência da abolição da escravatura, e principalmente do declínio cafeeiro da região devido a nematoides (praga) e ao uso errático do solo. Se no primeiro livro de contos, Urupês, predomina o elemento trágico, em Cidades Mortas predomina o cômico – ou ainda o tragicômico.

## Conteúdo
O livro foi sofrendo modificações de uma edição para outra, não só do conteúdo principal, como dos textos de apoio, capas, ilustrações, etc. Nas primeiras edições incluía o subtítulo “Contos e Impressões”. Nas Obras Completas, revistas pelo autor (Editora Brasiliense, 1946), onde as obras lobatianas adquiriram seu formato definitivo, compôe-se dos seguintes textos:
- Cidades Mortas - Crônica sobre a depressão econômica que entorpece boa parte do norte do estado de São Paulo. “Ali tudo foi, nada é. Não se conjugam verbos no presente. Tudo é pretérito.”
- A Vida em Oblivion - Esta e as duas crônicas seguintes descrevem uma cidadezinha imaginária, Oblivion (palavra inglesa que significa “esquecimento”), esquecida pelo mundo, cuja população reveza-se na leitura dos três únicos livros “venerandos, encardidos pelo uso” existentes na cidade.
- Os Perturbadores do Silêncio - Em Oblivion, à noite o silêncio reina absoluto, “inteiriço como a escuridão”, mas de dia é periodicamente rompido: pelo sino da igreja, capina das ruas, fim das aulas, carrinho da Câmara...
- A Vidinha Ociosa - Crônica dividida em seções (Apólogo, A mesmice, A folhinha, Touradas, A enxada e o parafuso, Rabulices, Pé no chão, Barquinhas de papel, O herege, Juquita, O Jesuíno) pintando aspectos pitorescos, cômicos, patéticos da “vidinha ociosa” (alusão ao livro Vida Ociosa de Godofredo Rangel) em Oblivion.[2]
- Cavalinhos - Lauro, quando criança, gostava de ir ao circo de cavalinhos, mas agora que cresceu não tem mais a mesma graça; afinal, “a beleza das coisas não reside nelas senão na gente”.
- A Noite de São João - Crônica descrevendo uma festa de São João: fogueira, buscapé, sanfona, quadrilha, gengibrada...
- O Pito do Reverendo  - - Origem da expressão pejorativa “Maria, dá cá o pito!” usada na cidade fictícia de Itaoca[3] para exprimir decepção ou pouco caso. O reverendo, ao receber uma visita que julgava ilustre (“homem de muito saber e distinção de maneiras”), para não parecer rústico, atrasado, priva-se de fumar seu adorado “pito” (cachimbo), até descobrir que se trata de um simples farmacêutico que pretende abrir uma botica na cidade. Conto publicado na Revista do Brasil de junho de 1919, com o título “Gramática viva” e o subtítulo “De como se formam locuções familiares”.
- Pedro Pichorra - Pedro Pichorra ganhou este apelido depreciativo quando, aos onze anos, saindo a cavalo para levar um recado do pai a um vizinho, ao escurecer confundiu um vaga-lume pousado numa pichorra (cântaro com bico) com a aparição de um saci. Publicado na Revista do Brasil em setembro de 1918.
- Cabelos Compridos - Das Dores é uma menina feiosa, mas que todos acham “boazinha”. Se seus cabelos são compridos, “suas ideias medem-se por frações de milímetros”. Tudo que ouve leva ao pé da letra, inclusive o conselho de um padre itinerante de refletir sobre as palavras de suas orações quotidianas, resultando numa cena de pura comicidade.
- O Resto da Onça - Grupo de amigos discute as qualidades de um bom conto. Não basta ser bem escrito, precisa contar uma boa história. Na cabeça de qualquer pessoa repousam contos em potencial, que, para virarem obras de arte, precisam receber o “vestuário da forma”. Cerqueira César conta então o causo do “Resto de Onça”, “um homem a quem a onça comeu uma parte e que continua a viver com o resto do corpo”.
- Por Que Lopes Se Casou - Lucas narra a Lopes o inferno em que se tornou seu casamento (“que jararaca me saiu minha mulher”). Este recorda que, antes de contrair matrimônio, seu amigo, de tão apaixonado, compunha sonetos para sua noiva, uma loura translúcida, de fala melíflua. Decide então (decisão paradoxal!) apressar seu próprio casamento pois, “se tinha de acabar como o Lucas, levasse sobre ele, ao menos, a vantagem de menor cópia de versos à futura cascavel”. Publicado pela primeira vez na revista A Vida Moderna em 1916 e na Revista do Brasil em agosto de 1919.
- Júri da Roça - Conto com uma pegada humorística sobre uma sessão do júri, após vinte anos de calmaria, em uma cidadezinha a beira-mar onde “os anos fluem para o esquecimento” e “a grande preocupação de todos é matar o tempo”. Chico Baiano, num porre, agrediu um vereador, fazendo-o esborrachar “o nariz no cimento da calçada”. O discurso do promotor é uma peça de puro nonsense. Publicado na Revista do Brasil de fevereiro de 1919, com o título “O caso do tombo”.
- Gens Ennuyeux - O título, em francês, significa “gente enfadonha”. Texto satírico descrevendo, em tom de galhofa, uma conferência da Sociedade Científica sobre a história da Terra onde a ciência abunda, mas falta a arte. “Ciência e Arte nasceram para viver juntas, porque Arte é harmonia e Ciência é verdade. Quando se divorciam, a verdade fica desarmônica e a harmonia falsa.” Com este trabalho Monteiro Lobato, então acadêmico de Direito, concorreu ao concurso de contos instituído pelo jornal O Onze de Agosto, obtendo para primeiro lugar. O conto foi publicado na edição de 12 de outubro de 1904.
- O Fígado Indiscreto - Conto humorístico. Inácio é a timidez em pessoa (“o rei dos acanhados”). Ao jantar na casa da família da noiva, ao lhe servirem um fígado indigesto, sem coragem para confessar que não suporta aquela iguaria, vê-se em maus lençóis. Publicado em A Cigarra em 1915 e na Revista do Brasil de março de 1919.
- O Plágio - Ernesto depara, ao folhear uns livros num sebo, com uma frase que acha genial (“E um rubro fio de sangue correu do níveo seio da donzela apunhalada como uma víbora de coral num mármore pagão”) e a plagia no fecho de um conto que escreve. Depois é acometido do pavor de que as pessoas descubram seu plágio. O conto encerra-se com a observação: “Moralidade há nas fábulas. Na vida, muito pouca – ou nenhuma...” Publicado na revista Vida Moderna em 1915 e na Revista do Brasil em outubro de 1918.
- O Romance do Chupim - Conto publicado na Revista do Brasil de março de 1920 que só aparece na segunda edição de Cidades Mortas, nesse mesmo ano. Perfil satírico do chamado “chupim”, marido submisso que vive à custa da esposa, em analogia ao pássaro desse nome que vive à custa do tico-tico. “O conto ridiculariza uma situação de troca de papéis entre marido e mulher.”[4]
- O Luzeiro Agrícola - Um poeta cheio de inspiração, mas sem dinheiro, decide enfim dar um rumo à vida e obtém, graças a um pistolão, um cargo de inspetor agrícola no Ministério da Agricultura. Crítica à ineficiência da máquina estatal, que cria tarefas inúteis para preservar os empregos. Publicado pela primeira vez na revista A Vida Moderna em 1916, e na Revista do Brasil em novembro de 1919.
- A Cruz de Ouro - Crítica à hipocrisia. Os coronéis se escandalizam quando a “coisa à toa” (prostituta) Cruz de Ouro aparece no camarote da festa anual da Recreativa, mas todos frequentam assiduamente o seu bordel.
- De Como Quebrei a Cabeça à Mulher do Melo - O narrador detesta comer na casa dos amigos porque, certa vez, convidado para uma comemoração de aniversário, encheram tanto seu prato de comida que, a certa altura, empanzinado, acabou cometendo um desatino. Publicado em julho de 1906, sob o pseudônimo de Antão de Magalhães, na revista Minarete. Devido à coincidência entre os nomes do casal de anfitriões da história e de um casal de hoteleiros da cidade de São Bento, o autor sofreu um processo, que acabou não dando em nada.
- O Espião Alemão - A guerra sempre fez parte da história da humanidade, e no Brasil houve, entre outras, a do Paraguai. Mas, a julgar pelo jornal O Lírio, de Itaoca, a maior de todas as façanhas teria sido a prisão de um espião “alemão” (na verdade, cidadão inglês), em plena Primeira Guerra Mundial, naquele “pobre lugarejo perdido no espinhaço da serra”. Publicado na Revista do Brasil em setembro de 1919.
- Café Café -  A triste história de um fazendeiro, Major Mimbuia (“uma pedra, um verdadeiro monólito que só cuidava de colher café, de secar café, de beber café, de adorar o café”) que, com as sucessivas quedas da cotação do produto no mercado internacional, por resistir à ideia de diversificar sua lavoura, acaba se arruinando: “endividado, a fazenda penhorada, os camaradas desandando, os credores batendo à porta”.
- Toque Outra - Enquanto Sinhazinha se esforça ao piano atendendo aos pedidos insistentes, a sala afunda na conversa e ninguém presta atenção na música. Mas quando ela termina de tocar a valsa, pedem: “Toque outra!”
- Um Homem de Consciência - Cúmulo da autodepreciação: Assim como o humorista Groucho Marx nunca faria parte de um clube que o aceitasse como sócio, o personagem João Teodoro, que “nunca fora nada na vida, nem admitia a hipótese de vir a ser alguma coisa”, não quer continuar vivendo numa cidade (Itaoca) que pretende nomeá-lo delegado (“Terra em que João Teodoro chega a delegado eu não moro. Adeus.”).
- Anta Que Berra - O Major Pedro Falaverdade, de Itaquaquecetuba, era exímio em narrar suas caçadas – “imitava ao vivo os cães na acuação, os anseios da espera, a corrida, o tiro” – sem nunca mentir... só que às vezes confundia uma caçada com outra.
- O Avô de Crispim - Episódios divertidos envolvendo o avô do Crispim, vindo de Portugal, “fugido à polícia sob o melhor disfarce da época: uma batina de jesuíta”. Ele tem um método infalível para evitar que lhe peçam dinheiro emprestado!

Os cinco contos a seguir faziam parte originalmente do livro O Macaco Que Se Fez Homem, de 1923, e, embora incluídos na edição de Cidades Mortais das Obras Completas, costumam ser omitidos das edições atuais:
- Era no Paraíso - Quando Deus fez o mundo, originalmente não fazia parte de seu plano criar o homem. Este surgiu por acaso, de um acidente com um chimpanzé, que lhe lesionou a cabeça. Crítica, tipo Elogio da Loucura, à insensatez humana.
- Um Homem Honesto - João Pereira é um homem tão absurdamente honesto que nunca progride na vida. Quando encontra um pacote de dinheiro perdido num vagão de trem (“Era dinheiro, muito dinheiro, um pacotão de dinheiro”), em vez de embolsá-lo, devolve-o ao chefe da estação, despertando a ira da esposa e filhas e a chacota dos colegas de trabalho. Afinal, “ladrão é quem furta um; quem pega mil é barão”.
- O Rapto - O narrador, oculista que percorre o interior curando pessoas da catarata, conta o caso do cego de Rio Manso que, se recuperasse a visão, perderia seu meio de subsistência: a mendicância. “Não é caso cômico e não será trágico; duvido, porém, que me apresentem outro mais humano.”
- A Nuvem de Gafanhotos - Pedro Venâncio é um reles fiscal da Prefeitura, mas na fantasia é o salvador da pátria, merecedor de uma estátua de bronze. Um belo dia, ganha na loteria e decide comprar um sítio velho, de terras cansadas. Afinal, “Não há terras más, há más cabeças. Com a química agrícola na mão esquerda e o arado na direita, eu faço o Saara produzir milho de pipoca!” Parentes, sabendo que “enriqueceu”, vêm visitá-lo e, como nuvem de gafanhotos, consomem toda a produção do sítio.
- Tragédia de Um Capão de Pintos - A vida numa fazenda, sob a óptica dos animais, é uma tragédia. “Bem triste a vida sob o domínio cruel do homem! Nada de bom vem deles.”

## Recepção crítica
Segundo o crítico literário Alceu Amoroso Lima, o livro revela três grandes qualidades literárias no autor: “O conhecimento e a compreensão da paisagem, que sabe magistralmente exprimir, uma graça especial em fixar os ridículos e os pitorescas da paisagem humana e forte capacidade de comover. O Jornal do Brasil em resenha não assinada do livro publicada em 1 de janeiro de 1920, diz: [...] ao lado das imagens descritivas e do fino espírito de observação em cenas do interior paulista, há a crítica mordaz, a casos e instituições, nada escapando a essa crítica, que fere sem ofender, misto de ironia, de sutileza e de análise.” O Correio Paulistano, na seção Bibliographia da edição de 20 de janeiro de 1920 (pág. 2), escreve: “No gênero, não se pode desejar obra melhor: faz rir, faz pensar.” Na edição de 22 de dezembro de 1929 do jornal A Rua, lemos: “Nas páginas de Monteiro Lobato se descobre aquela ironia, ou aquele traço caricatural tão fortemente impressionista, com que foi retratado nos Urupês o Jeca Tatu.”